# Morti nel 1305
| Questa pagina contiene informazioni ricavate automaticamente dalle voci biografiche con l'ausilio del template Bio e di un bot. L'aggiornamento è periodico e automatico e ricostruisce completamente la pagina. Se manca una persona in questa lista, sei pregato di non aggiungerla, ma accertati piuttosto che la sua voce biografica contenga il template Bio e che i dati anagrafici siano correttamente compilati. Se il template Bio manca, inseriscilo tu stesso o, in alternativa, metti l'avviso {{tmp\|Bio}} che ne segnala la mancanza. Se i dati riportati sono sbagliati, correggi direttamente la voce biografica; le modifiche saranno visibili in questa lista entro pochi giorni. Per chiarimenti vedi il progetto biografie. La lista contiene solo le 29 persone che sono citate nell'enciclopedia e per le quali è stato implementato correttamente il template Bio. Pagina aggiornata al 18 ago 2025. |

- 9 gennaio - Giovanni I del Monferrato, sovrano italiano
- 19 gennaio - Ruggiero di Lauria, ammiraglio italiano (n. 1250)
- 1º marzo - Bianca di Francia, principessa francese (n. 1278)
- 7 marzo - Guido di Dampierre, conte
- 21 marzo - Santuccia Carabotti, religiosa italiana
- 2 aprile - Giovanna I di Navarra, regina (n. 1273)
- 16 aprile - Gioacchino da Siena, religioso italiano (n. 1258)
- 30 aprile - Ruggero da Fiore, mercenario italiano (n. 1267)
- 21 giugno - Venceslao II di Boemia, re (n. 1271)
- 23 agosto - William Wallace, condottiero e patriota scozzese (n. 1270)
- 26 agosto - Walter Winterbourne, cardinale, filosofo e teologo inglese
- 10 settembre - Nicola da Tolentino, presbitero e santo italiano (n. 1245)
- 4 ottobre - Kameyama, imperatore giapponese (n. 1249)
- 4 ottobre - Teodorico VI di Kleve, conte
- 9 ottobre - Robert de Pontigny, abate e cardinale francese
- 18 novembre - Giovanni II di Bretagna, sovrano (n. 1239)
- Nils Allesson, arcivescovo cattolico svedese
- Joseph ben Abraham Gikatilla, rabbino e religioso spagnolo (n. 1248)
- Giovanni, vescovo cattolico italiano
- Ulrico I di Hanau, nobile tedesco (n. 1255)
- Moses de León, rabbino e teologo spagnolo (n. 1250)
- Massimo, religioso e santo russo
- Oglerio, vescovo cattolico italiano
- Matteo Rubeo Orsini, cardinale italiano
- Ugo di Balma, monaco cristiano, teologo e mistico francese
- Raimondo Berengario d'Andria, principe (n. 1280)
- Guillaume de Villaret, cavaliere medievale francese
- Bertrando II di Baux, nobile francese
- Todros ben Yehudah ha-Lewi Abu l-A'fiya, poeta spagnolo (n. 1247)